# Камп де ла Индустрия
«Инду́стрия» (исп. Camp de la Industria) — бывший футбольный стадион, находившийся в столице Каталонии, Барселоне. С 1909 по 1922 годы  — домашняя арена футбольного клуба «Барселона».

## История арены
Стадион общей вместимостью в 6000 человек был официально открыт 14 марта 1909 года, при правлении президента Жоана Гампера, вернувшегося на эту должность годом ранее. Во времена возведения арены «сине-гранатовые» испытывали серьезные финансовые трудности, однако Гампер сумел заручиться поддержкой одного из крупных местных предпринимателей. 
В 1916 году вместимость стадиона была существенно расширена, в результате чего он стал вмещать 6 000 зрителей (ранее вместимость составляла 1500 человек)  Нападающий Паулино Алькантара, считающийся одним из самых талантливых игроков «Барселоны» того времени, дебютировал на «Камп де ла Индустрия» в возрасте 15 лет. 
Выдающиеся достижения клуба вскоре привели к тому, что стадион перестал отвечать нормам комфорта и безопасности, не вмещая всех болельщиков, желающих воочию наблюдать за матчами команды, из — за чего руководство коллектива приняло решение о смене арены и в 1922 году «Барселона» начала выступать на «Камп де Ле Кортс».

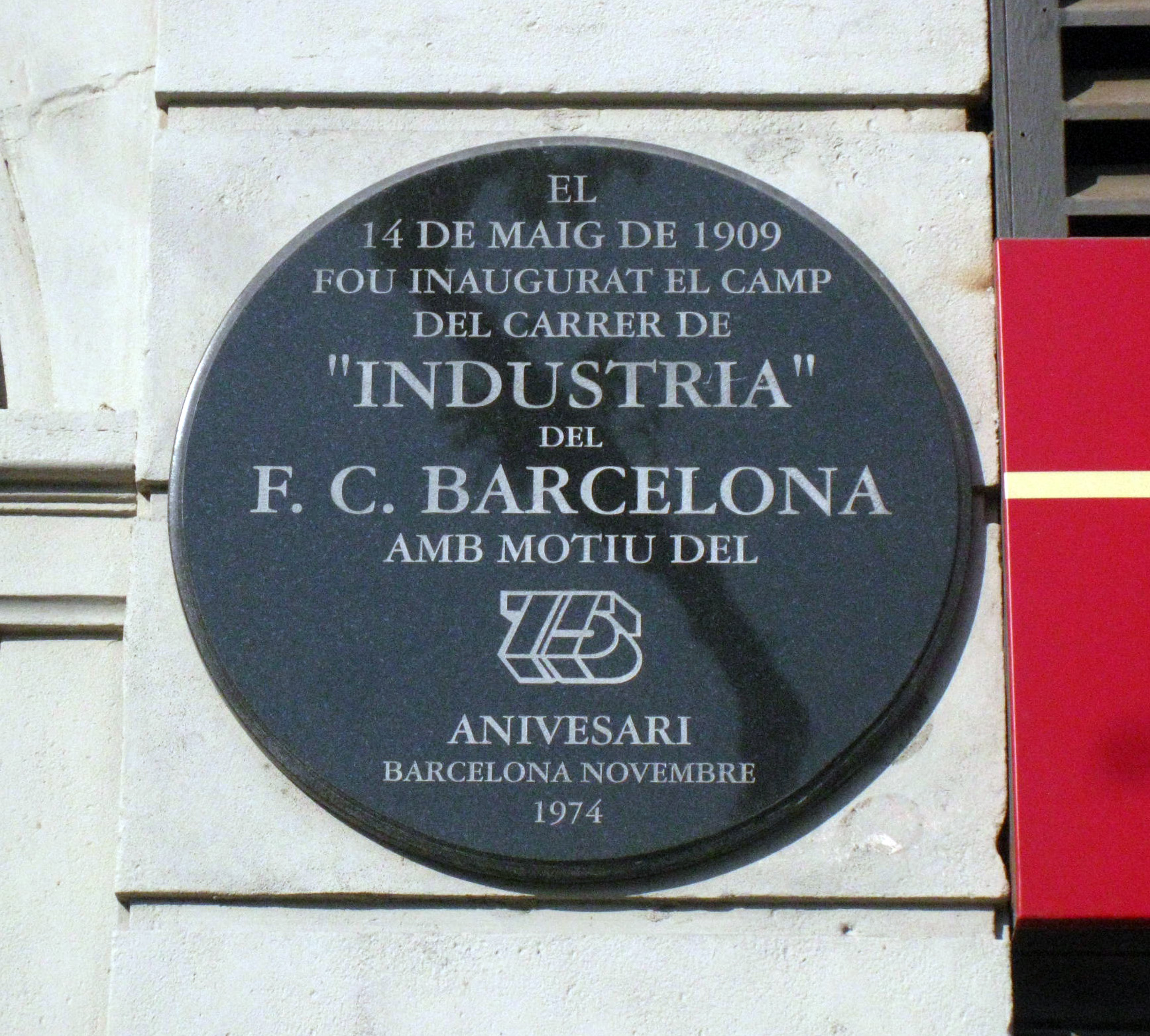
Памятная табличка в честь открытия стадиона